# Encontro do Caragol de Lleida

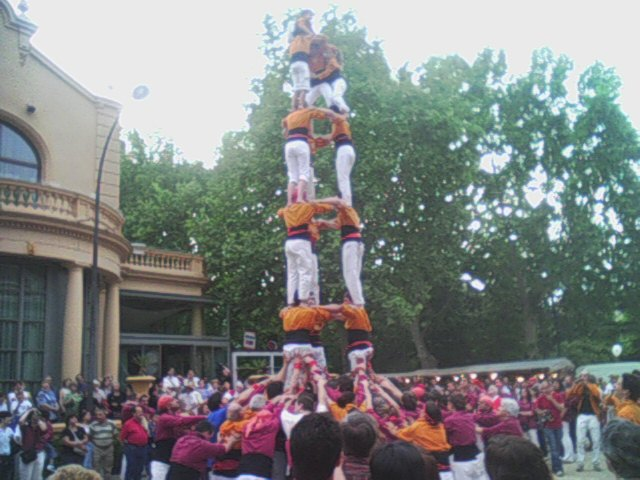
Aplec do Caragol

O Aplec del caragol de Lleida é um encontro  que é feito  anualmente, em um final de semana de maio, as margens do rio Segre e dos Campos Elisis de Lleida desde do ano de  1980.
É uma festa gastronómica na qual os caracóis são protagonistas, e com uma banda musical desfila pelas ruas da cidade. Em 2010 tiveram 200.000 visitantes que consumiram doze toneladas de caracóis..

## História
No ano 1980, com cerca de 12 ligas nascia um aplec, incorporava uma cercavila pelas ruas da cidade de Lleida. Uns 300 collistes participaram na primeira festa da Aplec e cerca de 4.000 visitantes assistiram à primeira manifestação gastronómica de Lleida.
Em um de abril de 1981 foi enviada por primeira vez uma circular aos grupos, onde informava os principais acordos aprovados na ultima reunião dos representantes dos grupos e da inscrição de mais 34 grupos e mais 2.300 participantes no seguinte  Encontro do Caracol. Também em 1981 nascia L’aplequet o Aplec de tardor (Encontro de outono), que acontecia no primeiro final de semana de outubro com 60 grupos e 3.000 integrantes como homenagem as origens do Aplec, quando era uma celebração de apenas um dia. 
A celebração do 4º Encontro do Caracol gravou um disco com canções populares de Lleida, entre as quais se inclui uma dedicada ao caracol. No ano de 1988 o Encontro do Caracol se incluo na programaç4ao da festa maior de Lleida . Uma semana antes da celebração, em oito de maio de 1988, Lleida entrou no Livro Guinness dos Recordes em conseguir um recorde mundial: A realização da maior bandeja com caracóis do mundo. No ano de 2002 L’Aplec foi declarado festa de interesse nacional pela Generalitat de Catalunya.

## Referències
1. ↑  «L’Aplec del Caragol de Lleida busca superar el seu rècord de participació[ligação inativa]».
2. ↑  «Història (1980- 1982) Arquivado em 21 de janeiro de  2012, no Wayback Machine.».